# Herminiinae
Sous-famille
Les Herminiinae sont une sous-famille de lépidoptères nocturnes de la famille des Erebidae.

## Systématique
Les Herminiinae ont pendant longtemps été placés dans la famille des Noctuidae. Ils font maintenant partie des Erebidae.

## Liste des genres
Selon ITIS (31 mai 2013) :
- genre Chytolita Grote, 1873
- genre Epizeuxis Hübner, 1818
- genre Palthis Hübner, 1825

Selon NCBI (31 mai 2013) :
- genre Adrapsa
- genre Aglaonice
- genre Aristaria
- genre Bleptina
- genre Carteris
- genre Charmodia
- genre Chytolita
- genre Coremagnatha
- genre Coscaga
- genre Dusponera
- genre Gorosina
- genre Herminia
- genre Hipoepa
- genre Hydrillodes
- genre Idia
- genre Lascoria
- genre Macrochilo
- genre Mamerthes
- genre Mastigophorus
- genre Nicetas
- genre Nodaria
- genre Palthis
- genre Paracolax
- genre Phalaenophana
- genre Phalaenostola
- genre Polypogon
- genre Redectis
- genre Rejectaria
- genre Renia
- genre Salia
- genre Scopifera
- genre Simplicia
- genre Strathocles
- genre Tarista
- genre Tetanolita
- genre Zanclognatha

Selon FUNET Tree of Life (31 mai 2020) :
- genre Mormoscopa